# Grand Ecore
Grand Ecore est une communauté non incorporée de la paroisse de Natchitoches en Louisiane.

## Géographie
Grand Ecore est située à la sortie Nord de la ville de Natchitoches, le long de la rive droite de la rivière Rouge du Sud et à l'Est du bayou Pierre. 

## Histoire
Le nom de "Grand Ecore" vient du mot français écore qui signifie escarpement ou falaise. En effet, à cet endroit, la rivière Rouge forme un coude en raison de la longue falaise qui lui barre son cours au Sud et l'oblige à obliquer vers l'Est. Lors de la colonisation de la Louisiane française, les colons français dénommèrent ce long escarpement, le Grand Ecore, terme vieilli mais en usage lors de la colonisation française de l'Amérique.
Lors de la Guerre de Sécession, la Campagne de Red River fut une succession de défaites pour l'armée régulière des forces de l'Union qui décidèrent sur le lieu de Grand Ecore, de battre en retraite et de se replier sur la Nouvelle-Orléans.